# Ночь (картина Бекманна)
Ночь (нем. Die Nacht) — картина немецкого художника Макса Бекманна, созданная между 1918 и 1919 годами. Хранится в Художественном собрание земли Северный Рейн-Вестфалия в городе Дюссельдорф.

## Экспозиция
Трое вторгаются в маленькую комнату. Слева мужчина повешен одним из злоумышленников, другой выкручивает ему руку. Женщина, предположительно, жена мужчины, привязана к одной из опор комнаты после изнасилования. Справа ребенка собирается увести один из нападавших — обратите внимание на ступни в правом верхнем углу.
Художник писал с себя мужчину в петле, а женщину и ребенка — по образцу своей жены и сына.

## Оценки
Нелогичная композиция «Ночи» передаёт послевоенное разочарование и замешательство художника по поводу общества, которое как он считал, погружается в безумие. Хотя здесь не изображается непосредственно конкретная сцена битвы или войны, изображение считается одним из самых ярких и оригинальных произведений послевоенного искусства. По мнению Стефана Лакнера, Бекманн не видит смысла в показываемых им страданиях, винит человеческую природу как таковую. 